# Maják Ruhnu
Maják Ruhnu (estonsky Ruhnu tuletorn) stojí na ostrově Ruhnu v kraji Saaremaa v Rižský zálivu v Baltském moři v Estonsku.
Maják je ve správě Estonského úřadu námořní dopravy (Veeteede Amet, EVA), kde je veden pod registračním číslem 990.
Dne 23. únor 1999 byl zapsán do seznamu kulturních památek Estonska pod číslem 21071.

## Historie
První maják byl na ostrově postaven v roce 1646. V roce 1860 byla postavena dřevěná věž vysoká 34 metrů. Věž ve tvaru komolého jehlanu sloužila do roku 1869. Ve Francii byl v roce 1875 objednán u firmy Forges et Chantiers de la Méditerranée nový maják. Z hutě v Le Havru byl dodán litinový maják a byl postaven v roce 1877 na nejvyšším místě ostrova kopci Haubjerre. V průběhu první světové války byl maják včetně acetylénové lampy poškozen. V roce 1921 byla zprovozněna dočasná lampa. Obnova byla provedena v letech 1936–1937 podle projektu inženýra Antse Niilreho.
V roce 2008 byly instalovány LED svítilny a v roce 2015 byly LED lampy vyměněny. 

## Popis
Maják tvoří centrální válcový tubus ze čtyř stran podepřený trubkovými vzpěrami. Horní část tvoří široký válec s ochozem a lucernou. Lucerna vysoká 3,64 m je posazena na válcové základně a je zakončená černou kopulí. Uvnitř tubusu je točité schodiště.
Součásti majáku je obytná budovy, sklep, hospodářská budova, sauna a krytá studna.
V roce 1997 byla reprodukce majáku uvedena na poštovní známce Estonska.

### Data
Zdroj
- Výška světla 64,7 m n. m.
- Dosvit 12 námořních mil
- Záblesk bílého světla v intervalu 4 sekund
- Sektor: 0°–360°

## Galerie

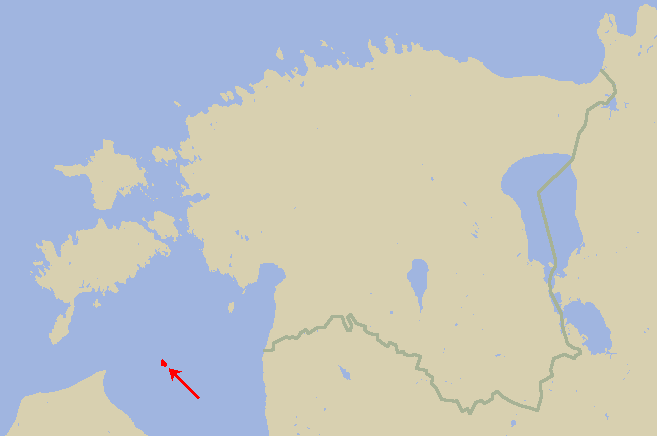
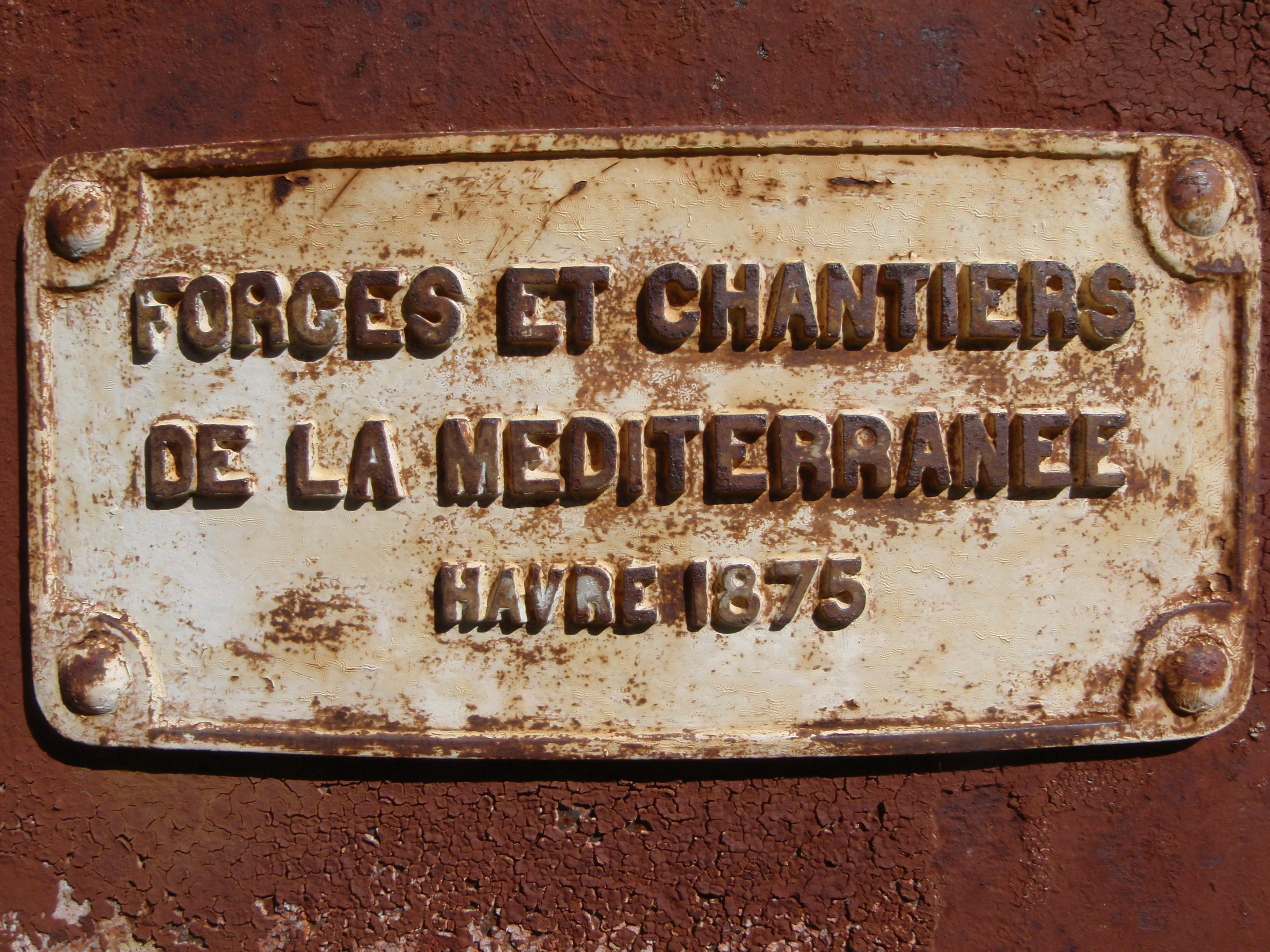
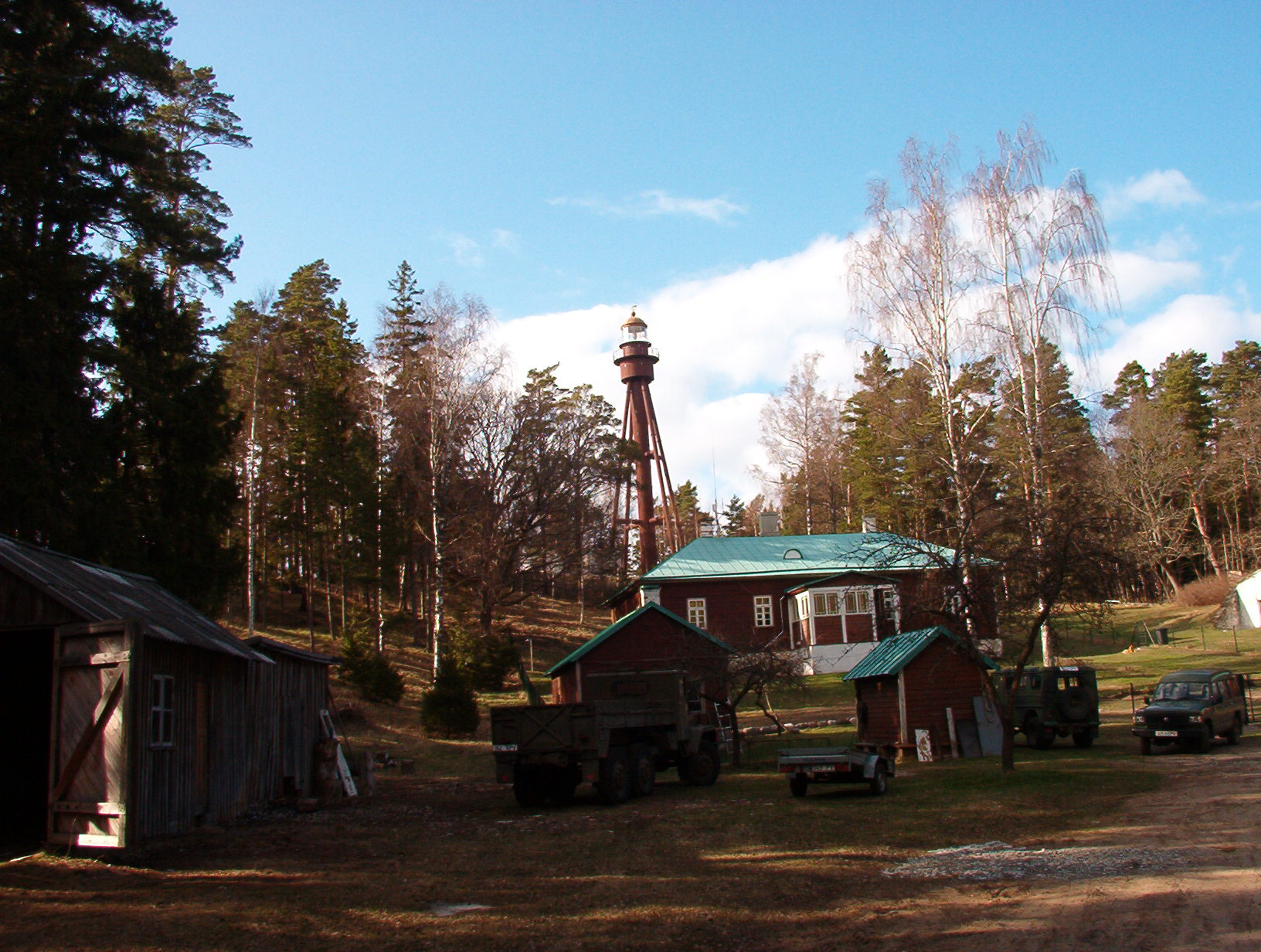

### Označení
- Admiralty: C3482
- ARLHS: EST-011
- NGA: 12220
- EVA 990